# 蒙地卡羅巴黎酒店

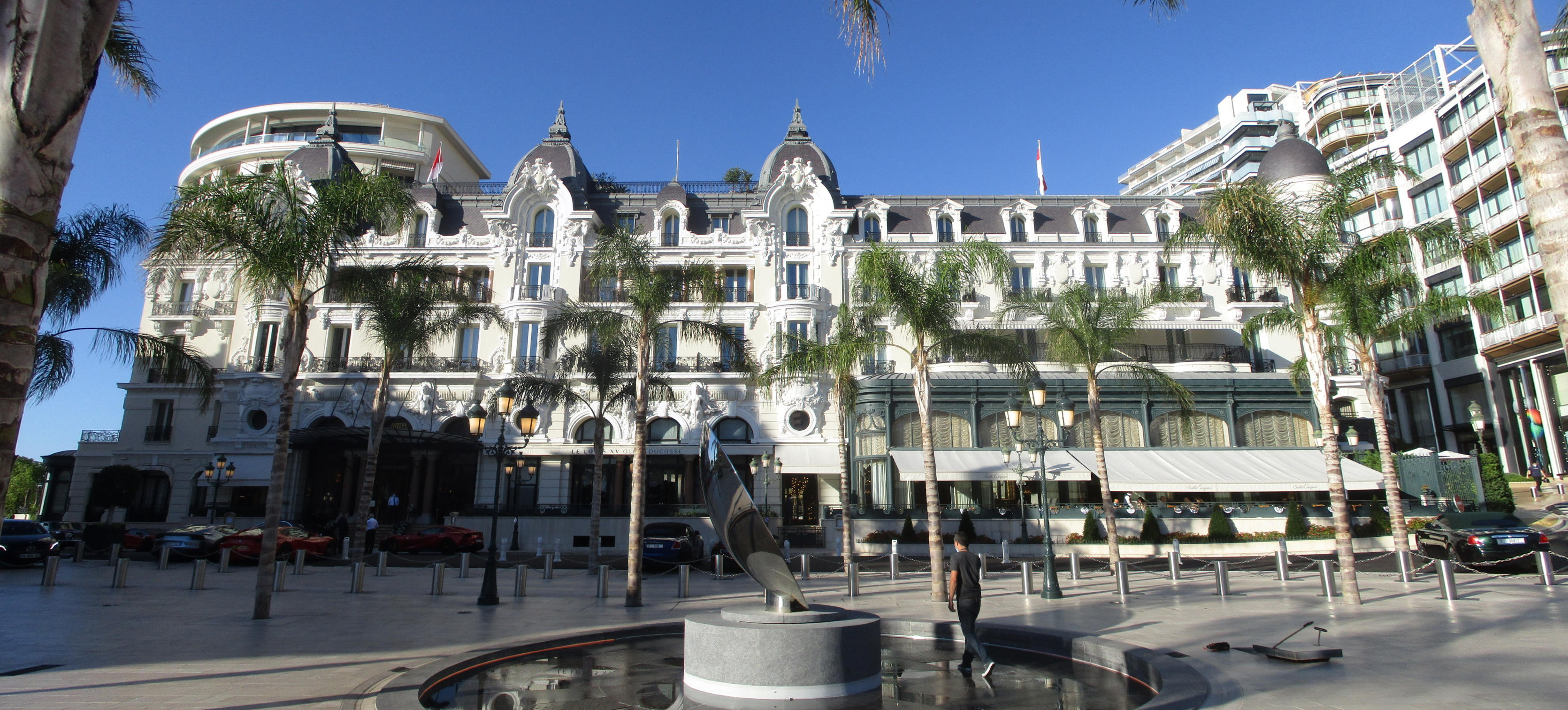

蒙地卡羅巴黎酒店（Hôtel de Paris Monte-Carlo）是一座位於摩納哥的酒店，開業於1863年。這座酒店是摩納哥具代表性的高檔酒店之一。在經過長達4年多的重新裝修後，蒙地卡羅巴黎酒店自2019年3月開始重新開業。酒店共有99間客房。